# Paluda La Lot
Paluda La Lot este o arie protejată (arie specială de conservare — SAC, sit de importanță comunitară — SCI) din Italia întinsă pe o suprafață de 6,62 ha, integral pe uscat.

## Localizare
Centrul sitului Paluda La Lot este situat la coordonatele 46°14′42″N 11°16′48″E / 46.2451°N 11.2799°E.

## Înființare
Situl Paluda La Lot a fost declarat sit de importanță comunitară în iunie 1995 pentru a proteja 8 specii de animale. Situl a fost protejat și ca arie specială de conservare în martie 2014.

## Biodiversitate
Situată în ecoregiunea alpină, aria protejată conține 6 habitate naturale: Mlaștini împădurite, Păduri acidofile de Picea de la nivel montan la nivel alpin (Vaccinio-Piceetea), Pajiști cu Molinia pe soluri calcaroase, turboase sau argilos-nămoloase (Molinion caeruleae), Mlaștini turboase de tranziție și turbării mișcătoare, Formațiuni ierboase bogate în specii de Nardus, dezvoltate pe substraturi silicioase în zone montane (și în zone submontane, în Europa continentală), Turbării active.
La baza desemnării sitului se află mai multe specii protejate de  păsări (8): minunița (Aegolius funereus), cocoșul de mesteacăn (Bonasa bonasia), caprimulg (Caprimulgus europaeus), ciocănitoare neagră (Dryocopus martius), ciuvică (Glaucidium passerinum), Lyrurus tetrix tetrix, viespar (Pernis apivorus),  cocoș de munte (Tetrao urogallus)
Pe lângă speciile protejate, pe teritoriul sitului au mai fost identificate 4 specii de plante, 3 specii de amfibieni, 4 specii de mamifere, 2 specii de reptile.